# Wulfila parvulus
Wulfila parvulus är en spindelart som först beskrevs av Banks 1898.  Wulfila parvulus ingår i släktet Wulfila och familjen spökspindlar. Inga underarter finns listade i Catalogue of Life.